# چارلز نپیر (هنرپیشه)
 چارلز نپیر (انگلیسی: Charles Napier؛ ۱۲ آوریل ۱۹۳۶ – ۵ اکتبر ۲۰۱۱) یک هنرپیشه اهل ایالات متحده آمریکا بود. وی بین سال‌های ۱۹۶۸ تا ۲۰۱۱ میلادی فعالیت می‌کرد.

## فیلمشناسی
از فیلم‌ها یا برنامه‌های تلویزیونی که وی در آن نقش داشته است می‌توان به آثار زیر اشاره کرد.
- سکوت بره‌ها
- فیلادلفیا
- رمبو: اولین خون قسمت دوم
- آستین پاورز: جاسوسی که مرا تکان داد
- آستین پاورز: در عضو طلایی
- آستین پاورز: مرد بین‌المللی رمز و راز
- پسر کابلی
- چیزی وحشی
- اجناس
- اسلحه پر ۱
- میامی بلوز
- شیفت بعدازظهر
- وظیفه هیئت منصفه